# Điện mặt trời Mỹ Sơn
Điện mặt trời Mỹ Sơn là nhóm nhà máy điện mặt trời xây dựng trên vùng đất xã Mỹ Sơn, huyện Ninh Sơn, tỉnh Ninh Thuận, Việt Nam.

## Điện mặt trời Mỹ Sơn 1
Điện mặt trời Mỹ Sơn 1 có công suất lắp máy 50 MW, khởi công tháng 5/2018, hoàn thành tháng 12/2018. Nhà máy có diện tích chiếm đất 80 ha. Chủ đầu tư là Công ty Cổ phần Đầu tư Năng lượng Xây dựng Thương mại Hoàng Sơn .

## Điện mặt trời Mỹ Sơn 2
Điện mặt trời Mỹ Sơn 2 có công suất lắp máy 50 MW, khởi công tháng 1/2019, dự kiến hoàn thành quý 4/2019. Nhà máy có diện tích chiếm đất 60 ha. Chủ đầu tư là Công ty CP Đầu tư Năng lượng Xây dựng Thương mại Hoàng Sơn .

## Công trình liên quan
Tại cùng xã Mỹ Sơn ngày 8/06/2018 Công ty CP điện mặt trời CMX Re Sunseap Việt Nam đã khởi công dự án xây dựng Nhà máy Điện mặt trời CMX Renewable Energy Việt Nam, có công suất lắp máy 168 MWp, dự kiến hoàn thành tháng 6/2019 .
Lúc khởi công Điện mặt trời CMX Renewable Energy được coi là lớn nhất Việt Nam. Tuy nhiên Điện mặt trời Trung Nam Ninh Thuận có công suất lắp máy 204 MW, khởi công tháng 7/2018, dự kiến hoàn thành tháng 6/2019, mới thực là lớn nhất Việt Nam năm 2019.